# Viera Feráková
Viera Feráková (22. července 1938 Hlohovec – 2. června 2023) byla slovenská botanička a překladatelka odborné literatury.

## Život
Vystudovala Přírodovědeckou fakultu Univerzitu Komenského v Bratislavě, kde potom pracovala na katedře botaniky. Zabývala se taxonomií rostlin a ohroženým geofondem rostlin Slovenska. Byla specialistkou na rod Locika (latinsky Lactuca).

## Dílo (výběr)
- FERÁKOVÁ, Viera. The genus Lactuca L. in Europe. [s.l.]: Univerzita Komenského v Bratislavě, 1977. 124 s. (slovensky)[1]
- Pamiatky a príroda Bratislavy - zborník 9. [s.l.]: Príroda, 1985. (slovensky) Spoluautor.
- FERÁKOVÁ, Viera a kolektiv. Flóra, geológia a paleontológia Devínskej kobyly. [s.l.]: Litera, 1997. 190 s. (slovensky)